# Skelleftebladet
Skelleftebladet var en tidning som gavs ut i Skellefteå stad 1887–1951. Tidningen Norra vesterbotten uppgick 1887 i Skelleftebladet. Skelleftebladets politiska beteckningen var 1906 konservativ upplagan uppgick då till 3 000 exemplar. Beteckningen ändrades 1912 till moderat. Upplagan uppgick 1915 till 4 000  exemplar och 1920 till 5 500 exemplar.  
Den 1 juni 1951 uppgick Skelleftebladet i det då nystartade Nordsvenska Dagbladet som bildats genom en sammanslagning av de moderata tidningarna Umebladet, Skelleftebladet och Norrbottens allehanda. 
Skelleftebladet trycktes i frakturstil hos Erik Hellbom.  
Tidningen gavs ut med olika frekvens: 
- 1887–1900 Veckovis
- 1900–1919 Två gånger per vecka
- 1919–1936 Tre gånger per vecka
- 1936–1951 Sex gånger per vecka

Utgivningsbevis utfärdades inledningsvis till typografen Erik Hallbom den 29 augusti 1887. Den 4 augusti 1897 utfärdades utgivningsbevis för organisten Per Zimdahl som också var tidningens redaktör från 1887 till mars 1891 samt från mars 1895 till 1912. Mellan åren 1912 och 1915 var O.V. Tennman tidningens redaktör och mellan åren 1915 och 1922 Thore Swenborg.